# Tetrarhanis synplocus
Tetrarhanis synplocus är en fjärilsart som beskrevs av Clench 1965. Tetrarhanis synplocus ingår i släktet Tetrarhanis och familjen juvelvingar. Inga underarter finns listade i Catalogue of Life.